# (2849) Shklovskij
(2849) Shklovskij ist ein Asteroid des Hauptgürtels, der am 1. April 1976 vom russischen Astronomen Nikolai Stepanowitsch Tschernych an der Zweigstelle des Krim-Observatoriums in Nautschnyj (Sternwarten-Code 095) nahe der Stadt Simferopol entdeckt wurde.
Der Asteroid ist nach dem sowjetischen Astronomen und Astrophysiker Iossif Samuilowitsch Schklowski (1916–1985) benannt, der als Pionier in der Erforschung von SETI gilt und in den 1960ern Mitorganisator der ersten Konferenzen am Bjurakan-Observatorium über möglicherweise existierende extraterrestrische Zivilisationen war.